# Monte Quemado
Monte Quemado ist die Hauptstadt des Departamento Copo in der Provinz Santiago del Estero im nordwestlichen Argentinien. Sie liegt am Chaco Austral. Die Entfernung zur Provinzhauptstadt Santiago del Estero beträgt 330 Kilometer über die Ruta Provincial 5 und die Ruta Nacional 16. In der Klassifikation der Gemeinden der Provinz ist sie als Gemeinde der 2. Kategorie eingeteilt.

## Geschichte
Das Gründungsdatum der Stadt ist der 5. Oktober 1931.

## Bevölkerung
Monte Quemado hat 11.387 Einwohner (2001, INDEC), das sind 42 Prozent der Bevölkerung des Departamento Copo.